# Nukleáris tél

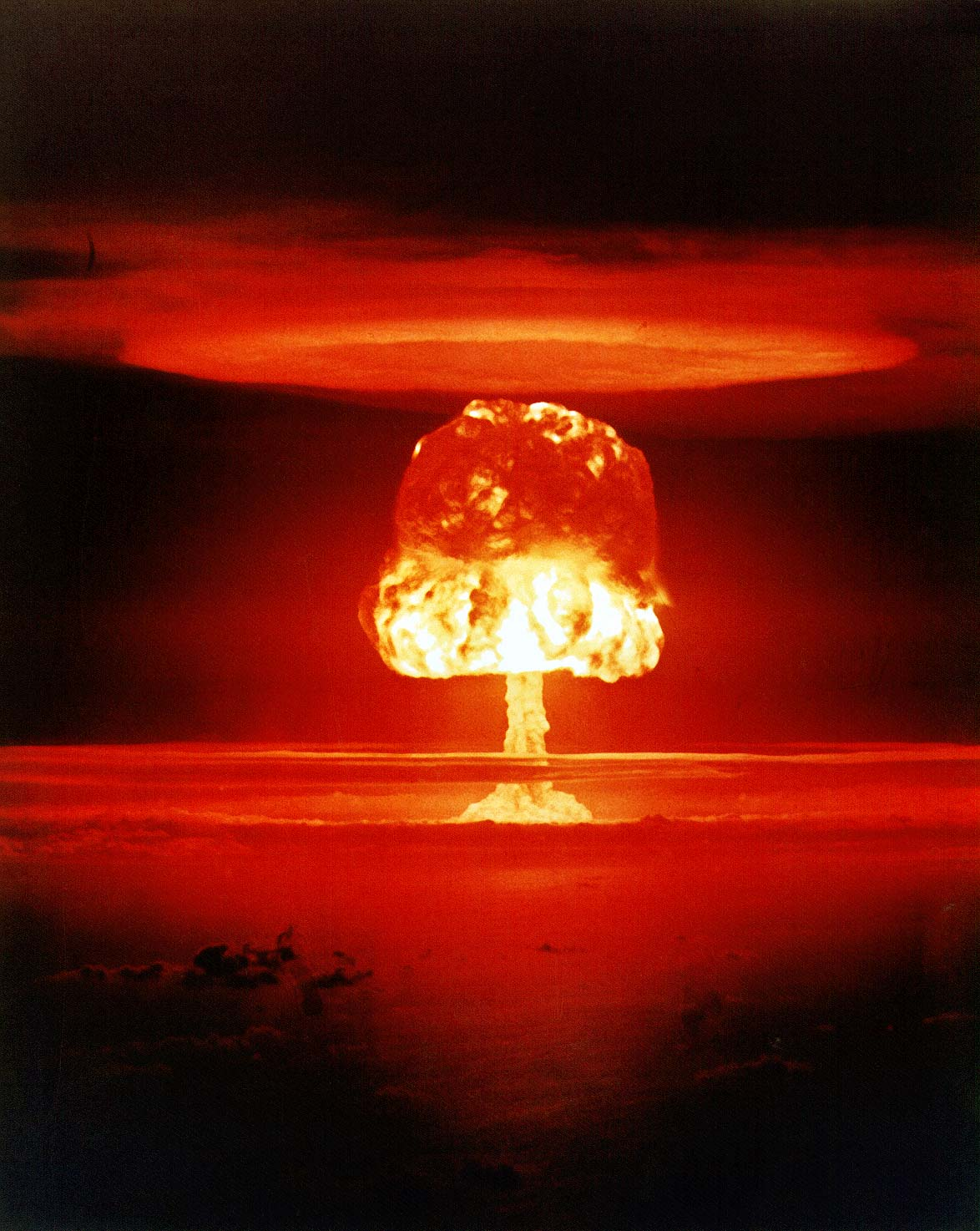
Nukleáris bomba gombafelhője

A nukleáris tél egy feltételezett globális klimatikus állapot, amely egy nagy kiterjedésű nukleáris háború lehetséges következménye. 
A nukleáris fegyverek nagy mennyiségben történő felrobbantása elméletileg rendkívül hideg időjárást eredményezhet, különösen abban az esetben, ha gyúlékony célpontok (például városok) ellen vetik be őket, mivel ebben az esetben a nagy mennyiségű füst és korom bekerülhet a Föld sztratoszférájába.
A részecskékből képződő réteg jelentősen csökkentheti a földfelszínt elérő napfény mennyiségét és hetekig vagy akár évekig is megmaradhat a sztratoszférában (a kőolaj, az üzemanyagok és a műanyagok elégéséből származó füst és korom a fa elégetéséből származó füstnél hatékonyabban képes elnyelni a napfényt). A nyugat-kelet irányú szelek egybefüggő övet hozhatnak létre a részecskékből az északi félgömbön, a 30. és 60. szélességi fokok között. A vastag fekete felhők heteken át meggátolhatják a napfény nagy részének áthaladását, így ebben az időszakban a felszíni hőmérséklet akár 30 °C-kal is lecsökkenhet.[forrás?]
A sötétség, a pusztító fagy és a radioaktív kihullásból eredő nagy mértékű sugárzás kombinációja súlyosan károsítja a területen élő növényzetet. A rendkívüli hideg, a magas sugárzási szint és az ipari, az egészségügyi valamint a szállítási infrastruktúra megsemmisülése, amely kihat az élelmiszerkészletek és termények elérhetőségére is, éhínséghez és megbetegedésekhez vezet, amelyek a népesség tömeges pusztulását okozzák.
Emellett feltételezhető, hogy a robbanások során létrejövő nitrogénoxid károsítja a Föld ózonrétegét, ahogyan az már az első termonukleáris kísérletek idején is megfigyelhető volt. Ez közvetve, az ózon csökkenése (és az ultraibolya sugárzás növekedése) révén negatív hatással van az ember számára fontos haszonnövények életképességére és a fitoplanktonok elpusztításával az óceáni táplálékláncokra.
Megállapítható, hogy egy megfelelően nagy méretű kozmikus tárgy Földbe való becsapódása vagy egy szupervulkán kitörése a nukleáris télhez hasonló hatásokat eredményezhet, így az ezen események kapcsán bekövetkező állapot is nevezhető ekképpen.

## Történelem
1982-ben az Ambio című folyóirat különszáma, amely egy esetleges nukleáris háború környezetre gyakorolt hatásaival foglalkozott, tartalmazott egy cikket, amelynek szerzője Paul Crutzen és J. Birks voltak. A szerzők megvizsgálták és igazolták a National Academies of Science 1975-ös beszámolóját (amelynek megállapítása szerint az ózonréteg több mint 70%-a elpusztulna) és elsőként hívták fel a közvélemény figyelmét a nagy mennyiségű füst kibocsátásának káros következményeire.

### TTAPS (1983)
1983-ban a "TTAPS" tanulmány (melynek nevét a szerzők, R.P. Turco, O.B. Toon, T.P. Ackerman, J.B. Pollack, és Carl Sagan vezetékneveinek kezdőbetűiből állították össze) rendszerezetten foglalta össze az atmoszferikus hatásokat; részben dr. A.M. Salzberg (aki a TTAPS szerzőkkel ellentétben úgy gondolta, hogy elsődlegesen a légkörbe kerülő por felelős a klímaváltozásokért) javaslatai alapján, részben pedig a Mars felszínét hűtő porviharok megfigyelése nyomán. A hatás mértékének kiszámításához a földi atmoszféra egyszerűsített kétdimenziós modelljét használták, amely egy adott szélességi körön állandónak tekintette a feltételeket.

### AzÉghajlatkutatási Világprogramjelentése (1986)
1984-ben a Meteorológiai Világszervezet felkérte  G. S. Golitsynt és N. A. Phillipset a tudományos álláspont felülvizsgálatára. Ők úgy találták, hogy a tanulmányok általában a világ nukleáris arzenáljának felével számoltak, amely körülbelül 5-6000 megatonna robbanóerőnek felel meg, így nagyjából 1000 város elpusztítására lenne elegendő, mely 1-2 × 1014 gramm fekete karbon füst létrejöttét eredményezné az alábbi határértékeken belül: 0,2 – 6,4 × 1014 (a NAS; TTAPS feltételezése szerint ez az érték 2,25 × 1014). . A füst optikai mélysége meghaladhatná a 4-et. A nem városi célpontokat ért találatok által okozott esetleges erdőtüzek növelhetik ezt az értéket. A felszíni robbanások hatására felszálló porral is számolni kell; egy 1 Mt-ás robbanás 5 Mt-nyi port emel a levegőbe, de ennek jelentős része vissza is hull; csak körülbelül 0,1-1 Mt mennyiség jut el nagy magasságba. A nagy kiterjedésű tüzek az elmélet gyenge pontját képezik; példaként hamburgi és hiroshimai adatokat hoztak fel. Az égő nyersolaj szintén jelentős hatással lehet a folyamatra.
Az 1-D radiációs-konvekciós modell segítségével megállapított értékek szerint a hőmérséklet 15 és 42 °C közötti értékkel csökken, a háborút követő 14-35 napban (az átlagérték 20 °C). A 3-D GCM-ek (Alexandrov és Stenchikov (1983); Covey, Schneider és Thompson (1984); amelyek manapság elavultnak tűnhetnek) alkalmazása hasonló eredményekhez vezet: a hőmérséklet csökkenését 20 és 40 °C között valószínűsítik, területenkénti eltérésekkel.
A számítások jelentős (80 °C feletti) felmelegedést mutatnak a füstréteg feletti légtérben, körülbelül 10 kilométeres magasságig, amely befolyásolja a légáramlatokat és amely a felhőzet alacsonyabb szélességi fokok és a déli félteke irányába történő elmozdulását okozhatja.
A jelentés nem kísérli meg összevetni a háború utáni lehűlés népességre gyakorolt hatását a közvetlenül a robbantások által okozott emberveszteségekkel.

## Kuwaiti olajkutak az Öbölháborúban
A Perzsa-öbölben lezajlott háború idején kigyulladt 526 kuwaiti olajkút földrajzilag behatárolt területen szemléltette az atmoszférába történő részecskekibocsátás hatását; a számítások szerint körülbelül 200 kilométeres körzetben mintegy 10 °C-al csökkent a hőmérséklet. Azonban, mivel a füst nem érte el a sztratoszférát, ezért ez az eset nem igazán hasonlítható a nukleáris télhez vagy az óriási vulkánkitörésekhez.

## Ajánlott irodalom
- Paul J. Crutzen, John W. Birks, "The Atmosphere After a Nuclear War: Twilight at Noon", Ambio, Vol 11, No 2-3, p 114, 1982.
- Golitsyn, GS, Phillips, NA. WCRP, Possible climatic consequences of a major nuclear war, WCP-113, WMO/TD #99, 1986.
- R.P. Turco, O.B. Toon, T.P. Ackerman, J.B. Pollack, Carl Sagan, "Nuclear Winter: Global Consequences of Multiple Nuclear Explosions", Science, V. 222, No; 4630, 1983. december 23.

## Lásd még
- Ítéletnap-fegyverek
- Nukleáris nyár
- Vulkanikus tél

## Külső hivatkozások
- Nuclear Winter and Other Scenarios Ismertető a nukleáris télről (angolul)
- Nukleáris Tél szimuláció
- A nyolcadik napon című film (On the 8th Day- Nuclear Winter Documentary ) (BBC 1984)